# Get Off of My Cloud
«Get Off of My Cloud» (рус. Слезай с моего облака) — песня британской рок-группы The Rolling Stones, написанная Миком Джаггером и Китом Ричардсом вслед за одной из успешнейших песен группы «(I Can’t Get No) Satisfaction». Песня возглавила чарты в США и Великобритании в первые недели после её выпуска в ноябре 1965 года.

## О песне
«Get Off of My Cloud» была записана в начале сентября 1965 года. Текст является вызывающим и мятежным, этот стиль был распространен в практике The Rolling Stones, в это же время они начинают культивировать образ «плохих мальчиков» в противовес «пай-мальчикам» The Beatles. Участники группы говорили, что песня написана в качестве реакции на их внезапную популярность после успеха «Satisfaction» и отражает их неприятие ожидания людей в отношении их.

«Как запись она никогда особо не нравилась мне. Припев неплохой получился, но мы поспешили выпустить песню. Мы были в Л. А., и нужно было выпускать следующий сингл. Но что вы можете сделать после „Satisfaction“? На самом деле, я хотел написать вещь в стиле Ли Дорси. Мы облажались. Я подумал, что это было худшая продюсерская работа Эндрю Луг Олдема», — Ричардс, 1971 год.
Оригинальный текст (англ.)I never dug it as a record. The chorus was a nice idea, but we rushed it as the follow-up. We were in L.A., and it was time for another single. But how do you follow-up «Satisfaction»? Actually, what I wanted was to do it slow like a Lee Dorsey thing. We rocked it up. I thought it was one of Andrew Loog Oldham’s worst productions.

В интервью 1995 года журналу Rolling Stone, Джаггер сказал: «Мелодия была Кита, а слова мои… Это песня типа „хватит донимать меня“, с привкусом пост-тинейджерского отчуждения. В ранних 60-х, взрослый мир был очень упорядоченным обществом, и я происходил из него. Америка была даже более упорядоченная, чем где-либо. Я понял, что это было очень ограниченное общество в мыслях, поведении и одежде».

«„Get Off of My Cloud“, по существу, была ответом тем людям, которые стучали в нашу дверь, прося исполнить что-нибудь вроде „Satisfaction“… Мы подумали: „Ну наконец. Мы можем посидеть и поразмышлять о происходящем“. Неожиданно раздался стук в дверь и, разумеется, из этого вышла „Get Off of My Cloud“», — Ричардс, 2003 год.
Оригинальный текст (нем.)“Get Off of My Cloud” was basically a response to people knocking on our door asking us for the follow-up to “Satisfaction”… We thought: “At last. We can sit back and maybe think about events”. Suddenly there's the knock at the door and of course what came out of that was “Get Off of My Cloud”.

Песня написана в тональности ми мажор и является вариацией риффа «Louie Louie»: I-IV-V-IV; в этом случае, построенном на аккордах ми-ля-си-ля.

### Участники записи
- Мик Джаггер — лид-вокал
- Кит Ричардс — ритм-гитара, бэк-вокал
- Брайан Джонс — лид-гитара, двенадцатиструнная гитара, электрическое фортепиано
- Билл Уаймэн — бас-гитара, бэк-вокал
- Чарли Уоттс — ударные